# Parik Sabungan (Dolok Pardamean)
Parik Sabungan is een bestuurslaag in het regentschap Simalungun van de provincie Noord-Sumatra, Indonesië. Parik Sabungan telt 2463 inwoners (volkstelling 2010).